# To Believe
To Believe è il quarto album in studio del gruppo inglese The Cinematic Orchestra. Il disco è uscito il 15 marzo 2019 per Ninja Tune e Domino. È il primo album del gruppo in 12 anni dopo Ma Fleur (2007), e sarà supportato da un tour nel secondo trimestre del 2019.
Come nel lavoro precedente del gruppo, è ispirato al jazz e ospita gli ospiti della "scena soul e jazz globale". Il singolo principale, A Caged Bird/Imitations of Life con Roots Manuva, è stato pubblicato come singolo limitato da 12 pollici nei negozi di dischi indipendenti nel gennaio 2019.
Insieme a collaborazioni con Moses Sumney, Roots Manuva, Tawiah, Grey Reverend, Heidi Vogel e Dorian Concept, To Believe presenta arrangiamenti di corde di Miguel Atwood-Ferguson. L'album è caratterizzato da un "touch widescreen" che "attinge al potere" del catalogo della band da parte di Clash. È stato mixato da Tom Elmhirst agli Electric Lady Studios di New York.

## Tracce
CD (UK)
1. To Believe – 5:27
2. A Caged Bird/Imitations of Life – 6:54
3. Lessons – 9:06
4. Wait for Now/Leave the World – 7:11
5. The Workers of Art – 6:16
6. Zero One/This Fantasy – 7:03
7. A Promise – 11:35